# Chiesa di San Sabino (Spoleto)
La chiesa di San Sabino si trova in una zona periferica di Spoleto, a circa tre chilometri a nord, alla sinistra della vecchia via Flaminia. È dedicata a Sabino (o Savino) vissuto tra il III e il IV secolo, probabilmente vescovo di Spoleto, martire cristiano ucciso nel 310 sotto Gaio Aurelio Valerio Diocleziano e Massimiano.

## Storia

### Sabino
La tradizione locale afferma che il vescovo Sabino fu arrestato ad Assisi insieme con altri ecclesiastici, venne imprigionato e gli furono amputate le mani. Nonostante avesse miracolato e guarito il proprio aguzzino, venne trasferito a Spoleto e qui ucciso a bastonate. Fu seppellito a un miglio dalla città, in un punto intorno al quale si estese poi una vasta area cemeteriale secondo la modalità ad sanctum, cioè sepolture che per devozione venivano disposte presso la tomba di un martire, ricordato con periodiche celebrazioni. La diffusione del culto di Sabino seguì le peripezie delle reliquie del suo corpo che, secondo tradizione, furono prelevate in varie epoche e trasportate in diversi luoghi, infatti egli è venerato anche a Faenza, Fusignano, Ivrea, Fermo, Agliano Terme, Monselice.
Scrissero di lui storici come Gregorio Magno, Procopio di Cesarea e Paolo Diacono; quest'ultimo in Historia Langobardorum intorno al 787 raccontò di quanto fosse venerato lungo tutto l'alto medioevo soprattutto dai longobardi, e menzionò "la basilica del beato martire Sabino vescovo... in cui riposa il suo corpo venerabile... meta di pellegrini e di illustri personaggi del ducato longobardo. Sempre secondo Diacono il duca Ariulfo incominciò a considerare Sabino suo protettore quando nel 601, visitando la chiesa, in un'immagine del santo dipinta all'interno, riconobbe il valoroso soldato che lo aveva aiutato e difeso nella battaglia contro i bizantini. Riferendosi all'edificio, il duca usò l'espressione "tam ampla domus", ampio e maestoso palazzo.
Sia gli spoletini sia i longobardi, alla vigilia della partenza per le campagne militari, erano soliti trascorrere la notte raccolti in preghiera nella sua chiesa.

### La chiesa
Sulla tomba di San Sabino sorse un edificio forse già nel VI secolo, eretto sopra una vasta area cimiteriale attestata da numerosi ritrovamenti di sarcofagi databili fra il IV - V secolo e il periodo longobardo (oltre a fosse in piena terra, sono state rinvenute tombe alla cappuccina e sarcofagi in terracotta, simili a quelli paleocristiani venuti alla luce nei pressi della Basilica di San Gregorio Maggiore e della chiesa dei Santi Apostoli).
La struttura attuale è decisamente di epoca romanica; le absidi e il fianco destro della chiesa mostrano tuttora l'assetto originario, caratterizzato dalla presenza di grandi blocchi di reimpiego in travertino, alcuni grandi circa due metri, visibili anche nella parte inferiore del portale; sono queste le parti più antiche dell'edificio e documentano la sua esistenza fin dall'alto medioevo. Le caratteristiche della zona absidale, priva di lesene e con ampi archetti pensili, hanno fatto risalire la sua costruzione al secolo XI, mentre per l'interno è stato ipotizzato il secolo XII avanzato.
L'impiego di materiali di spoglio, recuperati dalla necropoli e da altri ediﬁci romani, ricordano la disposizione di Teodorico il Grande circa il riuso di materiali di antichi edifici in rovina.
Nuovi restauri furono eseguiti nel Cinquecento ma di loro non resta traccia. Profonde trasformazioni hanno continuato a interessare l'interno dell'edificio nei secoli successivi, segni evidenti sono: le coperture delle navate (quelle laterali a capriate lignee, quella centrale con sofﬁtto a cassettoni), gli altari barocchi e la costruzione di una sacrestia, anch'essa con soffitto ligneo a cassettoni e copertura a volta, sostenuta da colonne romane di recupero; tutti interventi di età moderna.
La chiesa ha poi condiviso la parrocchialità con la nuova chiesa del Sacro Cuore costruita in via Marconi nel 1953, su progetto dell'architetto Giuseppe Nicolosi.

## Descrizione

### Esterno
La chiesa occupa circa cinquecento metri quadrati.
La facciata è di semplice fattura; il portale a doppio rincasso si presenta frammentario, con incavature irregolari nell'arco superiore; la parte inferiore è meglio conservata nelle sue forme originali; gli stipiti, costituiti da quattro pilastrini marmorei di spoglio, presentano delle cavità regolarmente disposte che presumibilmente ospitavano decorazioni a tarsia o a mosaico, in marmi colorati.
Nella metà superiore delle pareti sono visibili piccoli conci irregolari di pietra calcarea bianca, segno di una sopraelevazione avvenuta probabilmente dopo il terremoto del 1767, quando si resero necessari interventi che mutarono completamente l'originaria struttura. Allo stesso periodo risale l'apertura della grande finestra trapezoidale.

### Interno
L'assetto interno della chiesa è frutto di una risistemazione effettuata verso la fine del secolo XII o l'inizio del XIII.
È a tre navate absidate e cinque campate, con volte a sesto acuto sostenute da tre pilastri rettangolari alternati a due colonne in muratura di conci lapidei, sormontate da semplici capitelli. Il presbiterio, delimitato da due pilastri che sostengono un arco trasverso, è notevolmente sopraelevato, vi si accede salendo otto gradini; al di sotto si trova la cripta del tipo a oratorio, risalente al XII secolo con rifacimenti nel XVII e XVIII. La sua struttura, ripartita in quattro navatelle sostenute da colonne e capitelli di spoglio, è simile ad altre cripte presenti a Spoleto, come quelle di San Ponziano e San Gregorio Maggiore. Vi sono custodite le reliquie di Sabino racchiuse in una ricca ed elegante urna.
La costruzione dell'altare maggiore in stile barocco, avvenuta nel 1623, nasconde completamente la decorazione medievale dell'abside centrale, dietro una tela con Madonna con il Bambino e i santi Sabino e Carlo Borromeo; a sinistra dipinto di San Giuseppe e a destra San Francesco d’Assisi in una delle rare immagini in abito cinerino.

### Gli affreschi
Oltre a tele del Seicento e del Settecento, sono presenti frammenti di antichi affreschi distribuiti su alcuni pilastri: Madonna della Misericordia del XV secolo, Madonna col Bambino in Trono, un Santo vescovo del XIV secolo, forse san Sabino.
Nel catino dell'abside, nascosta dall'altare barocco, ci sono altri frammenti di affreschi riferibili alla fine del secolo XII. In quello più esteso a destra si intravedono tre angeli in volo, uno dei quali sorregge una mandorla che forse un tempo racchiudeva l'immagine del Redentore in trono benedicente, si distinguono un lembo inferiore dell'abito e i piedi del Cristo; più in basso un altro angelo reca un cartiglio dove si leggono i caratteri VI RI GA (?). Il terzo frammento poco leggibile, di dimensioni notevolmente inferiori, è situato nella parte sinistra del catino.
Nonostante il pessimo stato di conservazione, i tratti stilistici della decorazione, le fattezze degli angeli, la ricchezza della gamma cromatica e i raffinati effetti cangianti delle vesti, hanno indotto ad attribuire le pitture alla bottega di Alberto Sotio.

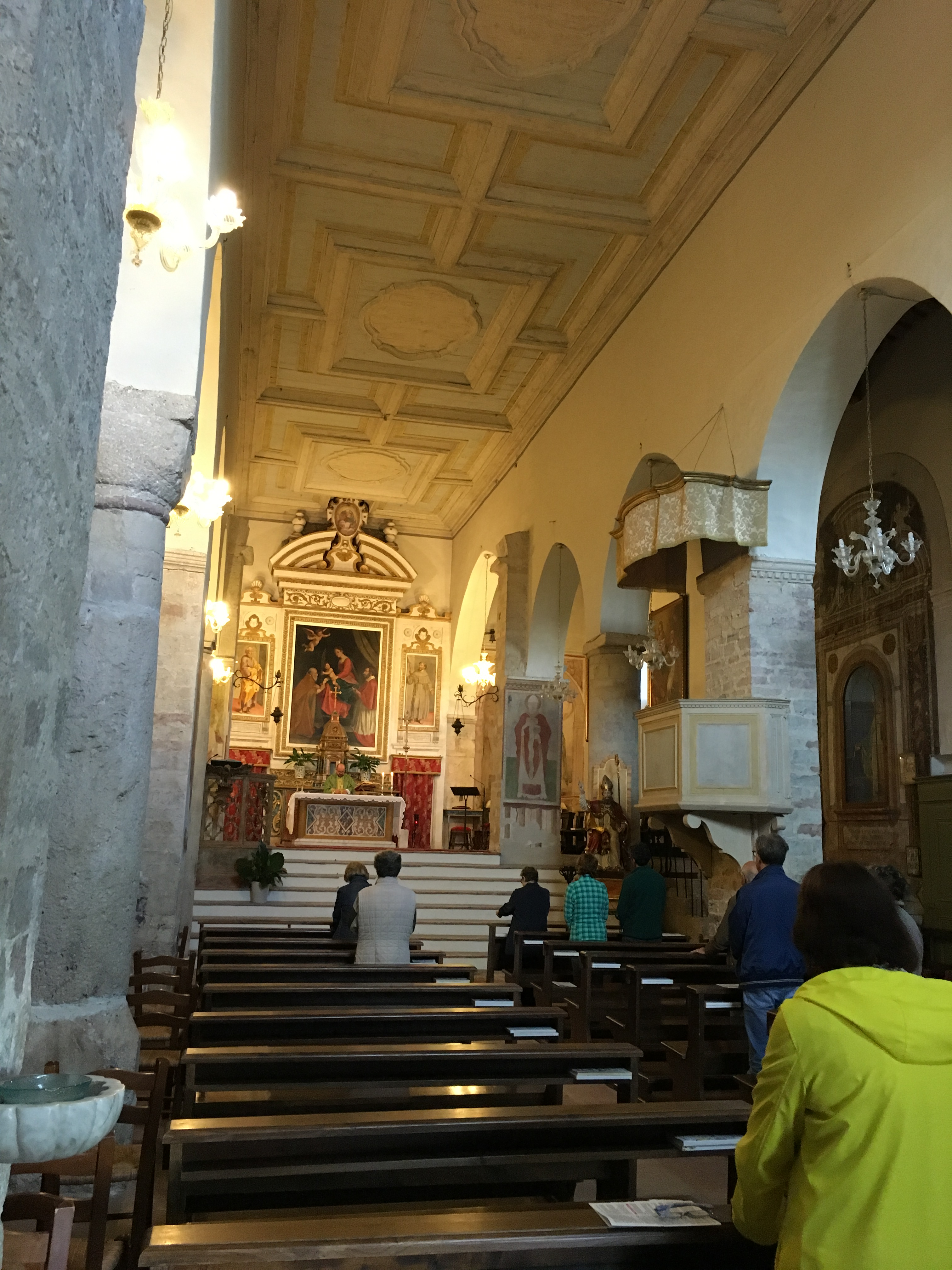
Interno.

## La conversione di San Francesco
Secondo molte agiografie, San Francesco ebbe il sogno che lo convinse a cambiar vita durante una notte trascorsa nella chiesa di San Sabino. Nel 1205, in viaggio verso la Puglia per combattere al servizio di papa Innocenzo III, debilitato da malattia, Francesco sostò presso la rinomata chiesa. Qui ebbe la prima visione di Dio che lo invitava a compiere una scelta: servire lui o gli uomini. Senza esitazione Francesco scelse Dio; incominciò così la sua conversione, tornò a casa e si mise al completo servizio di Cristo, scegliendo la via della povertà e la vicinanza ai più deboli e emarginati.

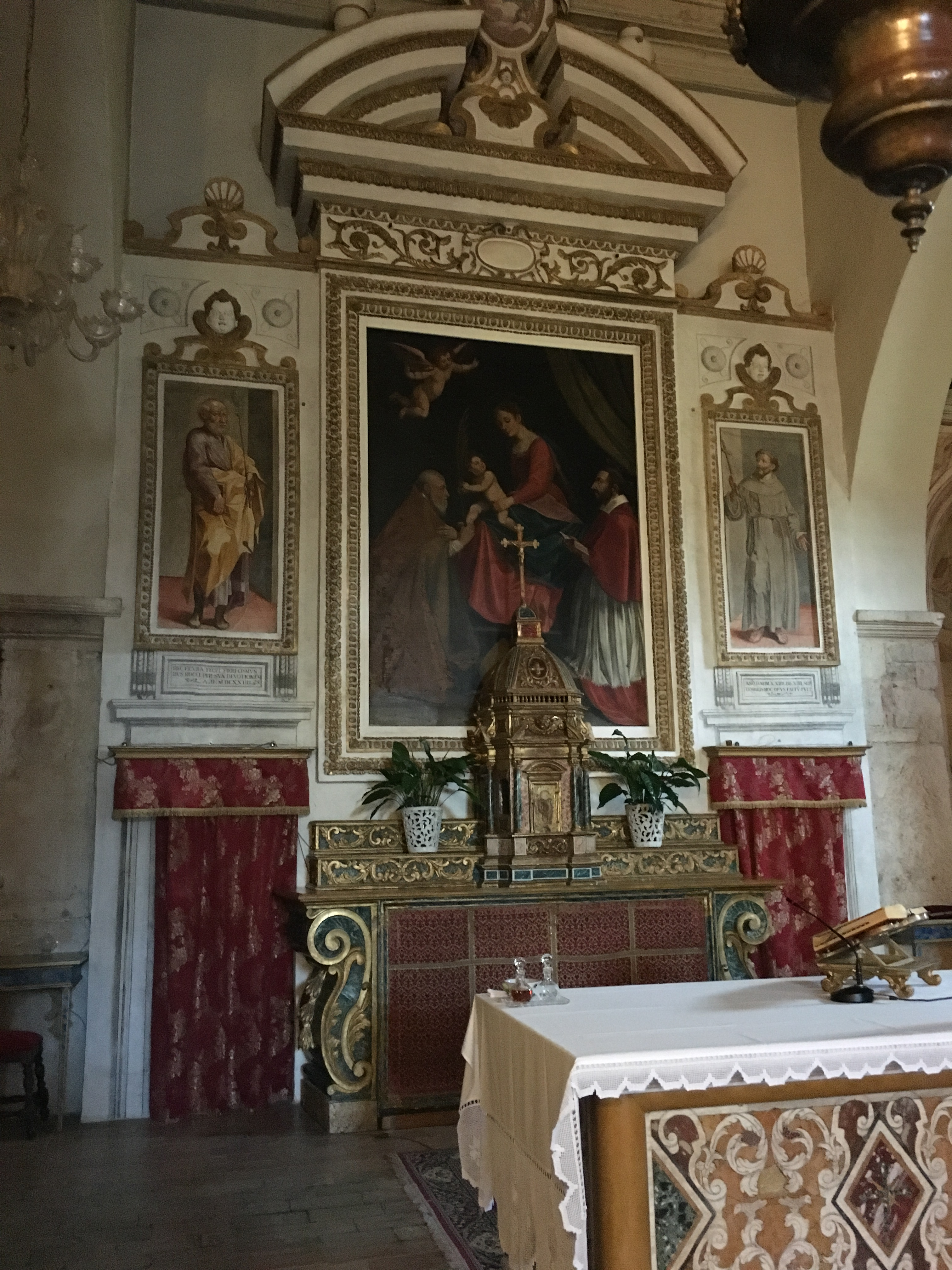
Altare maggiore.

## Recentemente
Nel 2010 sono stati restaurati due grandi armadi del Settecento situati ai lati della porta principale.
Da qualche anno in estate la chiesa accoglie numerosi pellegrini che passano da Spoleto lungo la via Francigena.